# Escut de Tarrés
L'escut oficial de Tarrés té el següent blasonament:
Escut caironat: de sinople, una torre oberta d'or acompanyada d'una flor de lis, a la destra, i d'una rella d'argent, a la sinistra. Per timbre, una corona mural de poble.

## Història
Va ser aprovat el 16 de maig de 1990.
La torre és un senyal parlant, una mica forçat, referit al nom del poble; també pot al·ludir a l'antic castell de Tarrés. La flor de lis és l'atribut de la Mare de Déu, patrona de la localitat, i la rella és el símbol de sant Isidre, de molta devoció dins el poble, ja que és el patró de la pagesia (Tarrés és un poble dedicat principalment a l'agricultura, on destaquen els cereals, el raïm, les ametlles i les olives).